# 平潭二二八事件
平潭二二八事件又称平潭惨案。是大日本帝國海軍于1928年2月28日在中华民国福建省平潭海域屠杀中国渔民的事件。

## 过程
1928年2月28日凌晨2：50，台湾海峡大雾，日本船锦江丸在中華民國福建省平潭县大富港南带柳澳附近触礁沉没，38名日本船员离开，仅剩船长等4人拍电报请日属台湾马公要港部求救，日军派谷风、菊、葵及日清公司派嵩山丸前往救援，赶到时，发现船上无人，遂认为遭中国渔民抢劫，日舰于该日13：05至13：35向中国渔船及岸上人员开炮3823发，15时，日兵五六十人登陆东庠岛，挨户搜查，未发现“海盗”。此事共造成中国12人死亡27人受伤。

## 事后
平潭县地方政府称日本船员是被中国渔民搭救，日本军人不分青红皂白屠杀中国人民。中国方面群情激奋，3月福建省政府和中华民国外交部进行调查，3月7日外交部向日本提出抗议，要求惩治凶手，赔偿死者家属及伤者医药费，向中方道歉，保证不再发生此类事件，26日日方回复，日舰打的是海盗。
中方提出中国渔民是去救援日本船员，日方则坚称中国渔民就是海盗，后来国民政府压制民间舆论，对日妥协退让，此事不了了之。

## 类似事件
1月20日，日船大吉丸在江西九江撞沉44军军械船，死40多人，2月18日日轮第二厚田丸在江苏泰兴新港撞沉大通公司新大明轮，死300多人。3月2日，日本驻厦门领事馆警察在厦门逮捕日属朝鲜人4名，5月3日爆发济南惨案，12月日本炮车在汉口撞死人力车夫水杏林。

## 链接
- 海盗乎 海难乎——1928年平潭二二八惨案的中日折冲
- “平潭惨案”后中日双方展开的地方层面交涉
- 日艦鎗殺平潭漁民（一）